# Queen's House
Queen's House var et kongeligt slot i Greenwich i London. Det blev opført 1616-1617 af arkitekt Inigo Jones for dronningen, Anna af Danmark. Det blev færdigbygget i 1635 for dronning Henriette Marie af Frankrig. 
I 1934 besluttede Det britiske parlament at oprette National Maritime Museum på slottet. Det åbnede i 1937. Fra 1986 til 1999 foregik en større restaurering, og det meste af bygningen bruges i dag som udstillingslokale for museets store malerisamling.

## Sommer-OL 2012
Ved Sommer-OL 2012 blev der i Greenwich Park bag Queen's House opført et midlertidigt stadion, hvor konkurrencerne i hestesport blev afviklet. Der var VIP faciliteter for hele OL i slottet.